# Król (powieść)
Król – powieść Szczepana Twardocha z 2016 roku, której akcja rozgrywa się w Warszawie, w dwudziestoleciu międzywojennym. Głównym bohaterem jest Jakub Szapiro, żydowski bokser i gangster.
18 maja 2018 w Teatrze Polskim w Warszawie miała miejsce premiera, opartego na powieści, spektaklu Król wyreżyserowanego przez Monikę Strzępkę.
6 listopada 2020 odbyła się premiera serialu o tym samym tytule, w reżyserii Jana P. Matuszyńskiego, wyprodukowanego na zlecenie Canal+.
W 2018 r. ukazała się kontynuacja książki pt. Królestwo. 